# St Johns (Ohio)
St Johns es un lugar designado por el censo ubicado en el condado de Auglaize en el estado estadounidense de Ohio. En el Censo de 2010 tenía una población de 185 habitantes y una densidad poblacional de 182,68 personas por km².

## Geografía
St Johns se encuentra ubicado en las coordenadas 40°33′20″N 84°4′49″O / 40.55556, -84.08028. Según la Oficina del Censo de los Estados Unidos, St Johns tiene una superficie total de 1.01 km², de la cual 0.99 km² corresponden a tierra firme y (1.79%) 0.02 km² es agua.

## Demografía
Según el censo de 2010, había 185 personas residiendo en St Johns. La densidad de población era de 182,68 hab./km². De los 185 habitantes, St Johns estaba compuesto por el 95.14% blancos, el 2.7% eran afroamericanos, el 0% eran amerindios, el 0% eran asiáticos, el 0% eran isleños del Pacífico, el 0% eran de otras razas y el 2.16% pertenecían a dos o más razas. Del total de la población el 10.81% eran hispanos o latinos de cualquier raza.